# Serapias walravensiana
Serapias walravensiana là một loài thực vật có hoa trong họ Lan. Loài này được P.Delforge miêu tả khoa học đầu tiên năm 1997.